# Jerry St. Juste
Jerry St. Juste, né le 19 octobre 1996 à Groningue, est un footballeur néerlandais. Il évolue au poste de défenseur central au Sporting CP.

## Biographie
Jeremiah St. Juste naît à Groningue aux Pays-Bas d'une mère néerlandaise et d'un père christophien.
Avec les espoirs néerlandais, il participe aux éliminatoires de l'Euro espoirs 2019, en officiant comme capitaine. Le 24 mars 2017, avec les espoirs, il marque un but en amical face à la Finlande (victoire 2-0).

## Palmarès
Il ne remporte aucun titre avec son club formateur Heerenveen lors de ses deux premières saisons professionnelles. Dès son arrivée à Feyenoord, il est désigné comme remplaçant pour la Supercoupe, mais n'entre pas en jeu. À l'issue de la saison 2017-2018, il remporte le titre de champion. Le 4 août 2018, il remporte cette fois-ci la Supercoupe aux tirs au but contre le PSV Eindhoven, en étant titulaire au coup d’envoi.